# 社交剧院

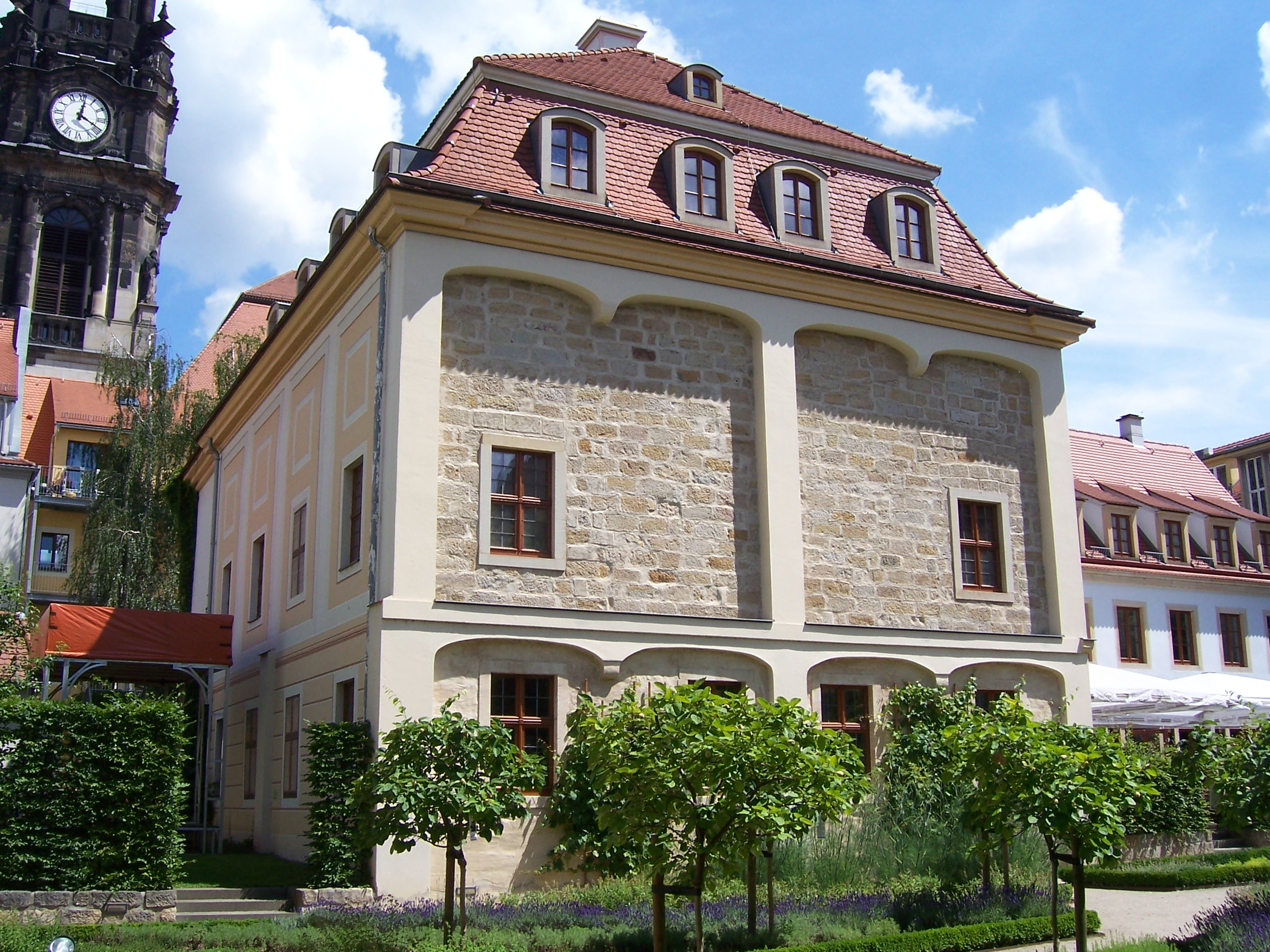
社交剧院

社交剧院（德语：Societaetstheater）是德国德累斯顿最古老的流行剧院。1776年成立时，是一个贵族和中产阶级协会的业余剧院，最初深受尊重，颇具影响力。但在19世纪初，随着时尚转向精心制作的历史和诗歌戏剧，以及民族剧院运动变得越来越重要，剧院衰落下去，最终于1832年解散。20世纪下半叶，这座位于内新城主街（Hauptstraße）上的巴洛克建筑被废弃多年，但从1979年开始，一场运动开始对其进行修复。该剧院于1999年重新开放，目前由德累斯顿市运营。
今天的社交剧院是一个现代化的室内剧场，可以进行口语、舞蹈、音乐和木偶表演。工作坊的发展，可以追溯到剧院的起源。 来自该地区的独立表演者以及来自德国和其他国家的客座表演者都出现在那里。除了主剧场和地下室舞台，表演还可以在门厅和花园中进行。它曾是德累斯顿爵士乐音乐节的场地之一。

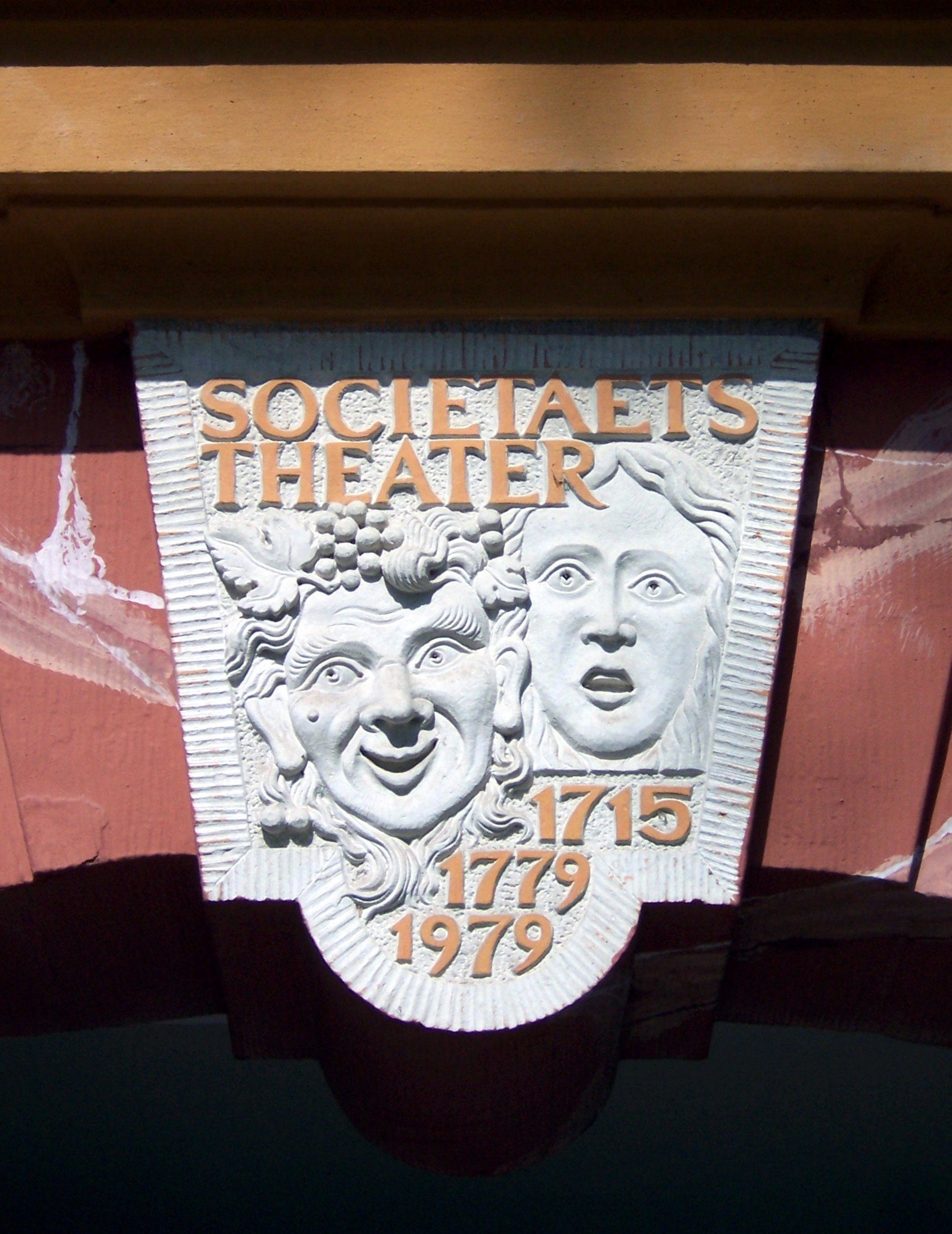
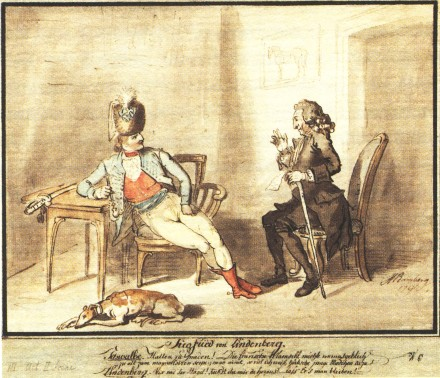
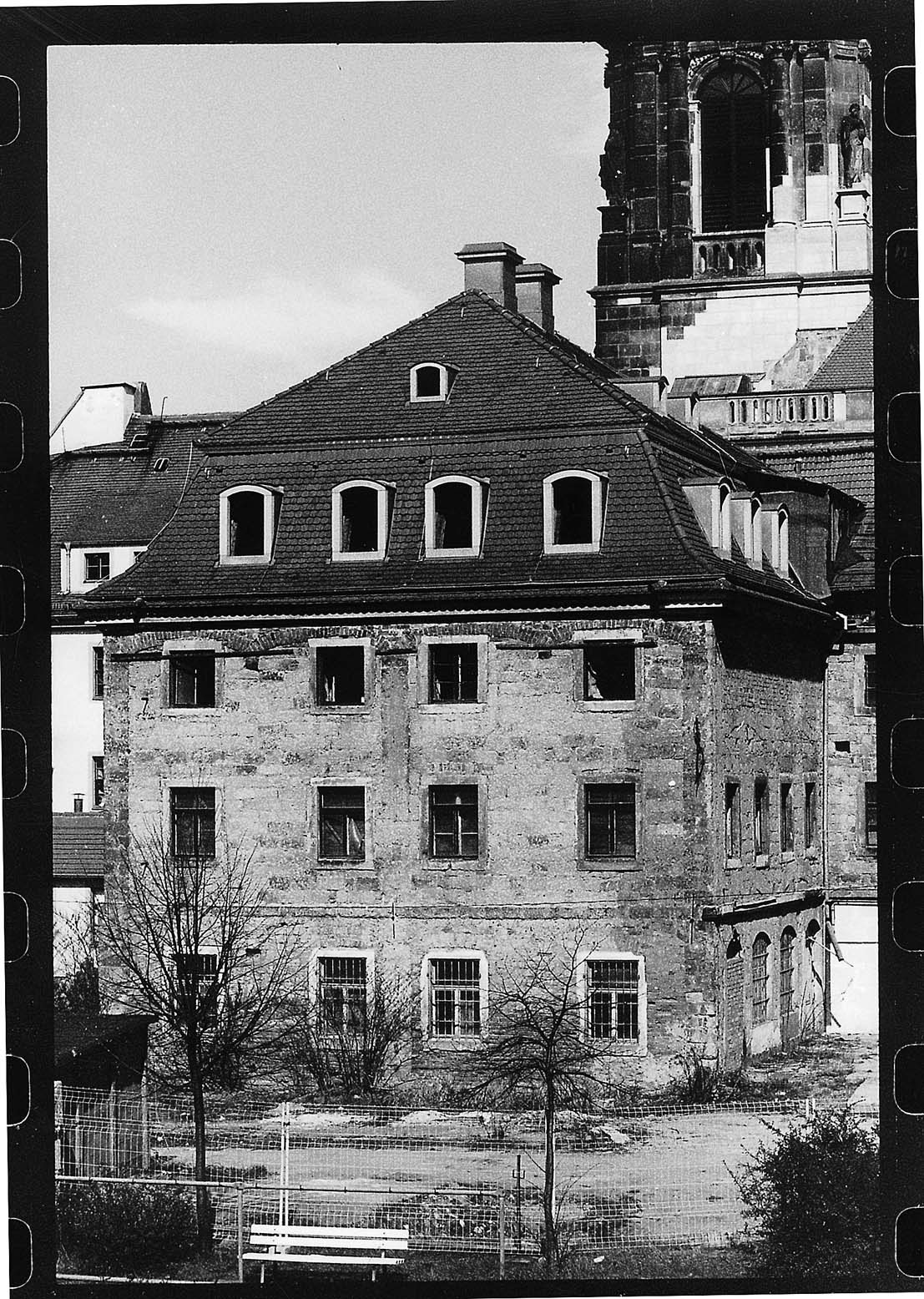
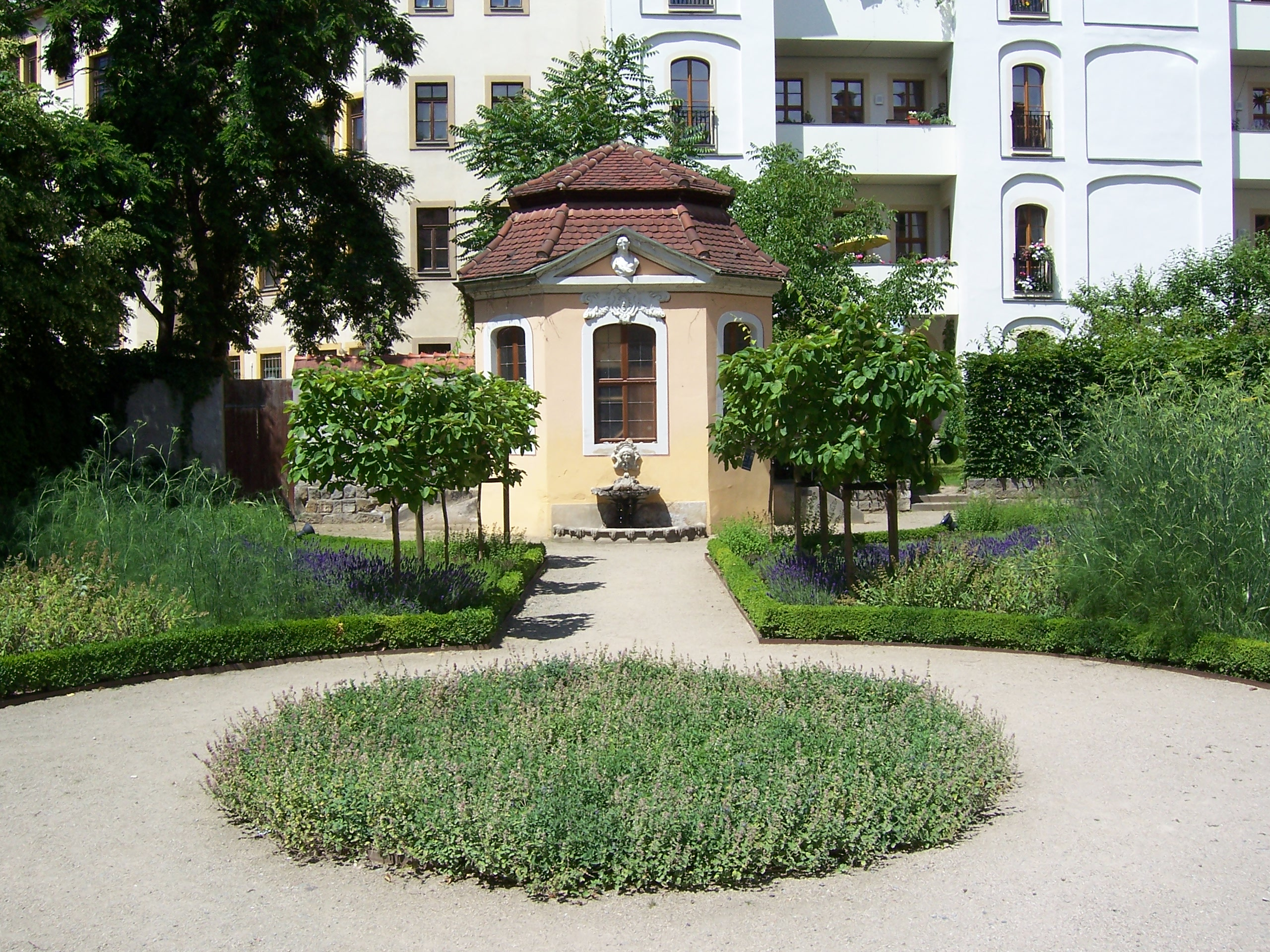